# Charles de Tolnay
Charles de Tolnay, eigenlijk Karoly Vagujhely Tolnai (Boedapest, 27 mei 1899 – Florence, 17 januari 1981), was een Hongaars-Amerikaans kunsthistoricus.

## Levensloop
Hij was de zoon van Arnold von Tolnai, een hoge ambtenaar in de Oostenrijks-Hongaarse dubbelmonarchie. De Tolnay was lid van de Sonntagskreis, een sociëteit voor intellectuelen in Boedapest. In 1918 voltooide hij het Staatsovergymnasium aldaar, waarna hij kunstgeschiedenis en archeologie studeerde in, achtereenvolgens, Berlijn, Frankfurt am Main en Wenen. In 1925 studeerde hij af op het onderwerp Jheronimus Bosch. Daarna vestigde hij zich in Rome, waar hij zich wijdde aan de studie van Michelangelo. In 1928 werd hij privaatdocent aan de Universiteit Hamburg, waar de latere Utrechtse hoogleraar William Heckscher tot zijn studenten behoorde. 
In 1930 trouwde De Tolnay met Rina Ada Clara Bartolucci. Nadat in 1933 de NSDAP in Duitsland aan de macht was gekomen, verliet hij het land, en vestigde hij zich in Parijs, waar hij werkzaam was aan de Sorbonne. In deze periode schreef hij het boek Le Maître de Flémalle et les frères Van Eyck, waarin hij aantoonde dat de Meester van Flémalle identiek was aan de Vlaamse schilder Robert Campin. Op 21 januari 1935 hield De Tolnay een lezing in Amsterdam over Bosch.
In 1939 vertrok hij naar de Verenigde Staten. Hier was hij tot 1948 lid van het Institute for Advanced Study in Princeton en liet hij zich naturaliseren tot Amerikaans staatsburger. In 1953 werd hij hoogleraar aan de Columbia-universiteit in New York. Deze functie ruilde hij in 1965 voor die van directeur van het Casa Buonarotti in Florence. De overstroming van de Arno in 1966, die ook het Casa Buonarotti en zijn collecties zware schade toebracht, vond onder zijn directeurschap plaats. In 1971 hertrouwde hij met de schrijfster en schilderes Anne-Marie Reps. Hij overleed in 1981 op 82-jarige leeftijd in Florence.

## Werk (selectie)
- Le Maître de Flémalle et les frères Van Eyck, Bruxelles: Ed. de la Connaissance, 1939.
- Michelangelo [5 delen], Princeton: Princeton University Press, 1943-....
- Hieronymus Bosch. Het volledige werk, Alphen aan den Rijn: Atrium, 1986. ISBN 90-6113-164-2